# Directiva de la Unión Europea sobre patentabilidad de invenciones implementadas por ordenador
La Directiva de la Unión Europea sobre patentabilidad de invenciones implementadas por ordenador es una propuesta para armonizar el sistema de registro de patente en los Estados miembros de la Unión Europea.
En su condición de Directiva, es una norma de cumplimiento obligado en toda la UE. El objetivo es en primer lugar, disponer de un marco legislativo común a toda la Unión y en segundo lugar permitir que cada país pueda armonizar esta Directiva con su legislación nacional.

## La patente del software
El proyecto de Directiva sobre patentes de software no llegó a salir adelante y se cerró en julio del año 2005. Este proyecto tenía como objetivo el desarrollo de un sistema de patentes de software de un modo similar al sistema desarrollado en los Estados Unidos. Según algunas opiniones era necesario alguna clase de patente del software.[cita requerida] Otras opiniones creían que la patente del software crearía una enorme distancia entre pequeñas compañías que empezaban, y que no podrían evitar incumplir patentes ya establecidas, y grandes compañías con enormes carteras de patentes.[cita requerida]
Por otro lado, también se apuntaba la enorme ventaja competitiva de la que gozarían compañías estadounidenses sobre las europeas, al tener las primeras una abrumadora cantidad de patentes, que de igual forma impedirían el desarrollo de empresas en Europa. Además, el software libre también podría haberse visto afectado e incluso, según otros expertos, haber desaparecido.[cita requerida]

## Resultado
El 6 de julio de 2005 el Parlamento Europeo rechazó la directiva sobre patentes de software por 648 votos en contra, 14 a favor y 18 abstenciones. Para ser en segunda lectura se necesitaba la mayoría absoluta de la cámara: 367 votos.
Al ser rechazada, las 21 enmiendas de consenso de Michel Rocard no fueron votadas.